# Jan III van Mazovië
Jan III van Mazovië (27 september 1502 - in de nacht van 9 op 10 maart 1526) was van 1503 tot aan zijn dood hertog van Czersk, Warschau, Liw, Nur en Zakroczym. Hij behoorde tot de Mazovische tak van het huis Piasten.

## Levensloop
Jan III was de tweede en jongste zoon van hertog Koenraad III Rudy van Warschau en diens derde echtgenote Anna, dochter van Nicolaas Radziwiłl, woiwode van Vilnius en grootkanselier van het grootvorstendom Litouwen. Na het overlijden van zijn vader in oktober 1503 erfden Jan III en zijn oudere broer Stanislaus diens domeinen. 
Wegens hun minderjarigheid werden de broers onder het regentschap geplaatst van hun moeder. De meeste van hun Mazovische bezittingen (buiten het district Czersk) riskeerden geannexeerd te worden door het koninkrijk Polen, maar op 14 maart 1504 werd hun volledige erfenis door koning Alexander van Polen erkend.
Wegens de constante rellen van de plaatselijke adel begonnen Jan III en Stanislaus in 1518 zelfstandig te regeren. Hun moeder Anna bleef evenwel de echte macht in Mazovië behouden tot aan haar dood in 1522. In 1519 intervenieerden de broers in de oorlog tussen Polen en de Duitse Orde door hulptroepen naar koning Sigismund I van Polen te sturen.
Hoewel hij als co-heerser was naast zijn broer Stanislaus, nam Jan III niet deel aan de regeringszaken tot aan het overlijden van Stanislaus in augustus 1524. In 1525 verbood hij het lutheranisme in zijn gebieden, waarbij lutheranen confiscatie van goederen of de doodstraf riskeerden. 
Jan III had net als zijn broer Stanislaus een grote voorliefde voor drank en vrouwen. Zijn losbandige leven droeg waarschijnlijk bij tot zijn vroege dood: hij stierf namelijk in de nacht van 9 op 10 maart 1526 op amper 23-jarige leeftijd. Omdat Stanislaus en Jan III zeer kort na elkaar stierven, veroorzaakte dit onrust en deden er geruchten de ronde dat ze vermoord waren. Koning Sigismund I van Polen bemoeide zich persoonlijk met de zaak en concludeerde dat er enkel sprake was van natuurlijke overlijdens. 
Met het overlijden van Jan stierf de mannelijke lijn van de Mazovische linie van het huis Piasten uit. Kort na zijn dood werden zijn domeinen door het koninkrijk Polen geannexeerd. Een bepaald deel van de Mazovische adel verzette zich daartegen en argumenteerde dat het Jans gebieden geërfd konden worden door zijn zussen Anna en Sophia. Sigismund I van Polen weigerde de erfrechten van Anna en Sophia te erkennen en verwierp de argumenten van de Mazovische adel. Mazovië zou echter tot in 1576 een enige vorm van autonomie behouden.